# Let It Bleed
Let It Bleed је десети студијски албум енглеског рокенрол састава Ролингстонс, издат 5. децембра 1969. године у издању Decca Records који је уједно и последњи снимљен у овој дискографској кући. Најпознатије песме са овог албума су "Gimme Shelter", "Midnight Rambler", "You Got The Silver" i "Country Tonk". Магазин Ролинг стоун је уврстио албум на 32. место 500 највећих албума свих времена.

## Списак песама
1. Gimme Shelter — 4:32
2. Love in Vain — 4:22
3. Country Honk — 3:10
4. Live with Me — 3:36
5. Let It Bleed — 5:34
6. Midnight Rambler — 6:57
7. You Got the Silver — 2:54
8. Monkey Man — 4:15
9. You Can't Always Get What You Want — 7:30

## Извођачи
- Мик Џегер — главни вокал, гитара
- Кит Ричардс — гитара, вокал
- Брајан Џоунс — конге, аутохарфа
- Мик Тејлор — гитара
- Чарли Вотс — бубњеви
- Бил Вајман — бас-гитара

## Гости на албуму
- Ијан Стјуарт — клавијатуре
- Ники Хопкинс — клавијатуре
- Боби Киз — саксофон
- Џими Милер — Удараљке
- Роки Дижон — Удараљке
- Џек Ниче — клавијатуре